# مهرجان كان السينمائي 1984
مهرجان كان السينمائي لعام 1984 هو الدورة الـ37 للمهرجان عُقد في 11 إلى 23 مايو من عام 1984، حصل فيلم «باريس، تكساس» للمخرج الألماني فيم فيندرز على السعفة الذهبية للمهرجان.